# Wohn- und Wirtschaftsgebäude Logestraße 5
Das Wohn- und Wirtschaftsgebäude Logestraße 5 in Winkelsett, Ortsteil Reckum, Samtgemeinde Harpstedt stammt von 1778.
Das Gebäude steht unter Denkmalschutz (Siehe auch Liste der Baudenkmale in Winkelsett).

## Geschichte
Die Anlage unter hohem Baumbestand besteht aus
- dem eingeschossigen giebelständigen Wohn- und Wirtschaftsgebäude von 1778 als Zweiständerhallenhaus in Fachwerk mit Steinausfachungen, mit Satteldach, Giebeldreieck teils verbohlt, Inschrift über der Grooten Door,
- anderen nicht denkmalgeschützten Nebengebäuden.

Die Landesdenkmalpflege befand: „...geschichtliche Bedeutung ... als Fachwerkhallenhaus aus der 2. Hälfte des 18. Jhs. ...“.